# Neosclerocalyptus
Neosclerocalyptus (лат.) — род гигантских вымерших броненосцев, обитавших в плейстоцене, на территории восточной части современной Аргентины.

## Классификация
Род включает следующие виды:
- Neosclerocalyptus castellanosi Zurita et al., 2013[4]
- Neosclerocalyptus gouldi Zurita et al., 2008
- Neosclerocalyptus heusseri (Ameghino, 1889)
- Neosclerocalyptus ornatus (Owen, 1845)typus
- Neosclerocalyptus paskoensis Zurita, 2002
- Neosclerocalyptus pseudornatus (Ameghino, 1889)